# Москаленко, Константин Александрович
Константи́н Алекса́ндрович Москале́нко (3 июня 1917, Хутор-Михайловский, Черниговская губерния — 30 сентября 1984, Липецк, СССР) — учёный-педагог-новатор, доцент Липецкого государственного педагогического института, основоположник «липецкого опыта» школьного обучения, отличник просвещения СССР, участник Великой Отечественной войны.

## Биография
Родился 3 июня 1917 года на Украине (Сумская область) в посёлке станции Хутор-Михайловский. После окончания средней школы работал на воронежском заводе «Электросигнал». В 1938 году окончил учительные курсы и связал свою жизнь с педагогической деятельностью. Работал учителем, затем директором в сельской школе Россошанского района Воронежской области.
В 1942 году добровольцем ушёл на фронт (в детстве повредил зрение и был освобождён от воинской обязанности). До конца войны служил в войсках связи. Награждён пятью медалями. Принимал участие в Параде Победы на Красной площади в Москве (24 июня 1945 года).

«В 1942 г. ушёл добровольцем на фронт (в детстве потерял зрение на правый глаз и был освобождён от воинской обязанности). С 1942 по 1945 г. находился в действующей армии в войсках связи ст. линейным надсмотрщиком. Командованием 1-го Украинского фронта был назначен участником Парада Победы (24 мая 1945 г. на Красной площади). Награждён пятью медалями… Брат Георгий, 1915 г. рожд., пограничник, погиб на второй день войны. Брат Борис, 1919 г. рожд., ушёл на фронт добровольцем, служил в частях ПТР, погиб на Курской дуге» (К. А. Москаленко. Из автобиографии)

После окончания Великой Отечественной войны работал в Ульяновской области в обкоме и горкоме ВЛКСМ, инспектором облоно, директором школы. Член ВКП(б) с 1946 года.
В 1954 году переезжает в Липецк, где работает заведующим кафедрой педагогики и психологии Липецкого педагогического института (ЛГПИ, ныне университет). 30-летняя творческая и новаторская работа К. А. Москаленко в институте отмечена орденом Трудового Красного Знамени, медалями, присуждением званий «Отличник просвещения СССР», «Отличник народного просвещения РСФСР», почётными грамотами министерств просвещения СССР и РСФСР, липецких обкома КПСС и облисполкома, облоно и др.

## Научная и педагогическая деятельность
Труды К. А. Москаленко легли в основу знаменитого «липецкого опыта», опыта передовых учителей-новаторов. В 1959 году в журнале «Народное образование» была обнародована статья Москаленко «Как должен строиться урок», вызвавшая широкий отклик в СССР и социалистических странах. Оттуда в Липецк неоднократно приезжали делегации учёных и учителей для изучения новаторского подхода. Его идеи были подхвачены десятками учителей и школ в Липецке и области, стали широко известны педагогической общественности России и СССР. По проблеме совершенствования урока, методов обучения и структуры изучаемого материала Константином Александровичем защищена кандидатская диссертация, опубликованы свыше 20 работ, десятки статей. К. А. Москаленко в 1960—1980-е годы несколько раз выступал на коллегии министерства просвещения РСФСР со своим предложениями по совершенствованию урока и методов обучения.
В начале 1960-х годов Москаленко разработал принципиально новую методику обучения русскому языку — структурное правописание. В начальных классах за один год по этому методу ученики свободно усваивали программу двух лет обучения.
К. А. Москаленко подготовил большую группу учителей, ставших отличниками народного просвещения, кавалерами орденов и медалей, лауреатами различных педагогических премий.
К. А. Москаленко был педагогом-новатором, совместно с передовыми учителями липецких школ он разработал и реализовал в школьной практике гуманные инновационные технологии обучения, которые в книге Г. К. Селевко «Современные образовательные технологии» были отнесены к педагогике сотрудничества. Гуманные технологии К. А. Москаленко включают в себя разнообразные методы и приёмы обучения и воспитания.
Гуманные технологии:
- Личностно-ориентированное обучение.
- Педагогика сотрудничества.
- Обучение детей с 6 лет.
- Пятидневка с резервным днём (суббота).
- Структурное усвоение материала.

Гуманные методы и приёмы обучения:
- Поурочный балл
- Комментированное письмо.
- Речитативные упражнения «Волна», «Маятник», «Птичий базар» и др.
- Структурное усвоение материала.
- Активное начало (зачин) урока.
- Фронтальный опрос.
- Самостоятельные и творческие задания.
- Предупреждение ошибок.
- Проблемные задания.
- Комментирование ответов, оценок учащихся.
- Ответы учащихся, не вставая с места

С. А. Шмаков писал: «К. А. Москаленко разработал и проверил на опыте в школах № 3, 8, 9 и др. несколько технологических новаций. Утверждаю, всё это сделано им впервые в истории советской школы».

## Память

Памятная доска на здании Липецкого государственного педагогического университета

- 20 апреля 1999 года имя Москаленко присвоено новой улице в 27-м микрорайоне города Липецка.
- Имя К. А. Москаленко носит Лицей № 3 города Липецка, который в 1960-е годы являлся базовой школой для ЛГПИ, в которой проводился эксперимент по внедрению гуманной технологии обучения, разработанной К. А. Москаленко.

## Цитаты
- «Если ребёнок отстал в учении и ни в чём хорошем себя не проявляет, он обязательно будет проявлять себя в плохом, и даже стремиться проявить себя максимально именно в плохом».
- «Необходимо, чтобы все уроки (все без исключения) начинались с положительных эмоций и заканчивались детской радостью».
- Простая истина К. А. Москаленко: «Ребёнка необходимо защищать всегда и везде, ему необходимо помогать, побуждать, воодушевлять и вести его к успеху и росту».

## Из библиографии
- Москаленко К. А. Автобиография / К. А. Москаленко — ЛОКМ — НВ 6773/7 — 2 л.
- Комментированные упражнения / К. А. Москаленко, методист, канд. пед. наук ; Липец. обл. отд. нар. образования. Ин-т усовершенствования учителей. Обл. отд-ние Пед. о-ва РСФСР. — Липецк : Газ. «Ленинское знамя», 1961. — 63 с.
- Москаленко К. А. Психолого-педагогические основы повышения эффективности урока / М-во просвещения РСФСР. Воронежский гос. пед. ин-т. — Воронеж : Центр.-Чернозём. кн. изд-во, 1968. — 160 с.
- Москаленко К. А. (сборник педагогических статей) / К. А. Москаленко. — Липецк, 1995. — 144 с.

Диссертация
- Москаленко, Константин Александрович. Оценка знаний учащихся при закреплении нового материала и её психологическое значение : диссертация … кандидата педагогических наук : 13.00.00. — Москва, 1954. — 163 с. : ил.